# Facultad de Medicina de la Universidad Austral de Chile
La Facultad de Medicina de la Universidad Austral de Chile, es una de las nueve que conforman la Universidad, imparte un total de siete carreras de pregrado, además forma médicos especialistas en nueve especialidades primarias y en una subespecialidad. En el área de postgrado la Facultad de Medicina dicta 9 especialidades médicas y un doctorado.

## Reseña Histórica
La Facultad de Medicina se creó formalmente el 5 de octubre de 1959, recibiendo en el año 1960 a los primeros estudiantes de la carrera de Tecnología Médica tanto de la Universidad Austral de Chile como del país. En 1963, 1965 y 1967 ingresaron los alumnos pioneros de las carreras de Enfermería, Obstetricia y Medicina, respectivamente. En 1971 y 1972, la Facultad de Medicina comenzó sus programas de postgrado y especialidades médicas. Finalmente en los años 2004, 2005 y 2007 se establecieron las carreras de Terapia Ocupacional, Odontología y Kinesiología, respectivamente. A partir del 2014, se imparte la carrera de Psicología.

## Infraestructura
La Facultad de Medicina en la actualidad tiene con diversas edificaciones en donde desarrolla su labor docente, dentro de estas se encuentran el Edificio de Ciencias Biomédicas, el Edificio de la Escuela de Medicina Campo Clínico Osorno, el Edificio de Ciencias del Cuidado en Salud, el Edificio de Ciencias Odontológicas, el Edificio de Ciencias del Movimiento Humano y de la Ocupación y la Sala Multimedia.

## Bibliotecas
La Facultad de Medicina cuenta con bibliotecas exclusivamente destinadas al servicio de sus estudiantes tanto en Valdivia como en Osorno, cuentan con una colección de revistas en papel y electrónicas, libros y salas de estudios destinadas al alumno que realiza sus estudios en su fase clínica.

## Campos Clínicos
La Medicina y en general las profesiones de la Salud requieren una formación tanto teórica como práctica, y justamente para poder formar futuros profesionales con la capacidad de poder ejercer y plasmar sus conocimientos teóricos, es que se torna fundamental el contar con recintos que permitan al estudiante poner en practica lo aprendido.
- La Facultad de Medicina por este motivo ha celebrado convenios con Hospitales de diversa complejidad entre los que destacan: Hospital Clínico Regional de Valdivia, Hospital Base Osorno, Clínica Alemana Osorno, Hospital de Coyhaique, Hospital de Paillaco, Hospital de Panguipulli, Hospital de Corral, Hospital de San José, Hospital de La Unión, Hospital de Ancud, además cuenta con una extensa red de consultorios de atención primaria, tanto urbanos como rurales.[8]

## Pregrado
Imparte las carreras de
- Medicina
- Odontología
- Enfermería
- Tecnología Médica
- Obstetricia y Puericultura
- Kinesiología
- Psicología
- Terapia Ocupacional

## Postitulos y Postgrados
La Facultad de Medicina dicta los siguientes programas
Doctorado
- En Ciencias Biomédicas

Especialidades médicas
- En Anatomía Patológica
- En Cirugía
- En Medicina Familiar y Comunitaria
- En Medicina Interna
- En Ginecología y Obstetricia
- En Ortopedia y Traumatología
- En Pediatría
- En Psiquiatría
- En Urología

Se imparte también la Subespecialidad de la Medicina Interna de Nefrología

## Institutos
La Facultad de Medicina cuenta con diversos institutos que son los encargados de impartir los cursos propios de su área tanto en pre y postgrado, así como también son los encargados de generar nuevos conocimientos a través de la investigación, son 16 en total.
- I. de Anatomía, Histología y Patología.
- I. de Aparato locomotor y Rehabilitación.
- I. de Cirugía
- I. de Enfermería
- I. de Enfermería Materna
- I. de Especialidades
- I. de Fisiología
- I. de Inmunología
- I. de  Medicina
- I. de  Microbiología Clínica
- I. de  Neurociencias Clínicas
- I. de  Odontoestomatología
- I. de Obstetricia y Ginecología
- I. de Parasitología
- I. de Pediatría
- I. de Salud Pública